# Jagdstaffel 14

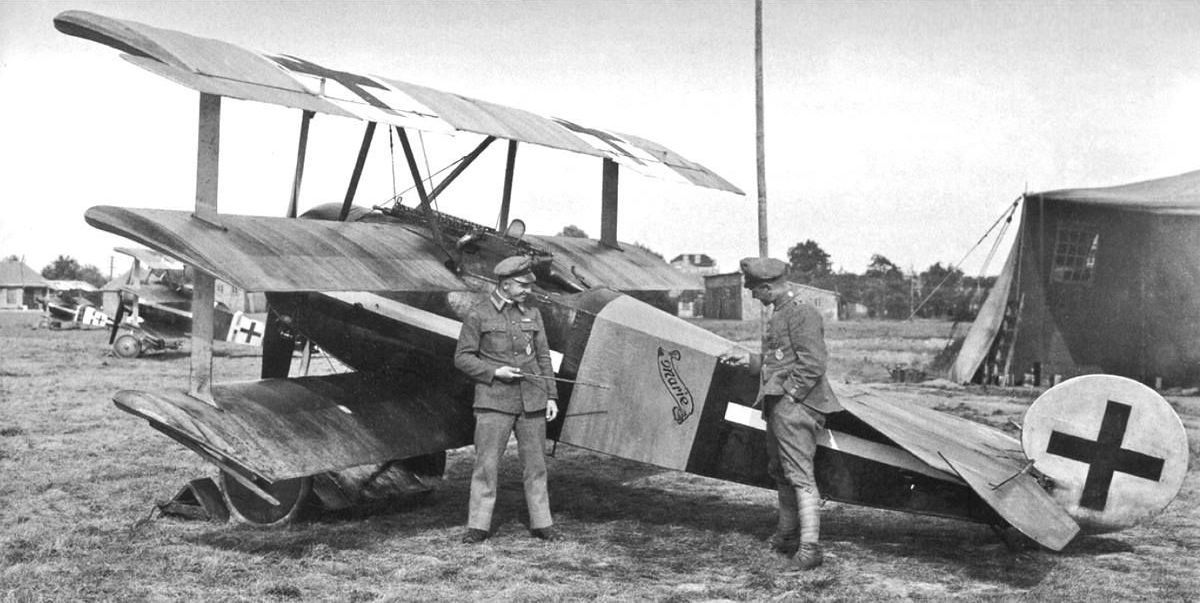
Fokker Dr.I appartenente alla Jagdstaffel 14, fotografato nel 1917

La Jagdstaffel 14 (in tedesco: Königlich Preußische Jagdstaffel Nr 14, abbreviato in Jasta 14) era una squadriglia (staffel) da caccia della componente aerea del Deutsches Heer, l'esercito dell'Impero tedesco, durante la prima guerra mondiale (1914-1918).

## Storia
La Jagdtsaffel 14 venne fondata il 28 settembre del 1916 con piloti e mezzi provenienti dalla precedente unità aerea specializzata Fokkerstaffel Falkenhausen e divenne operativa dal mese di ottobre.
I primi velivoli assegnati alla squadriglia al momento della nascita furono sette biplani Fokker D.II, due monoplani Fokker E.III, e un biplano Halberstadt D.II. 
A marzo 1917 erano in uso gli Albatros D.III.
Più avanti la squadriglia fu equipaggiata con i triplani Fokker Dr.I. Gli aerei della Jagdstaffel 14 erano riconoscibili grazie alla banda di colore bianco e nero che correva lungo la fusoliera dell'aeromobile.
Sin dalla fondazione la Jagdstaffel 14 fu messa a disposizione dell'Armee-Abteilung A. Durante la grande offensiva tedesca iniziata il 21 marzo 1918, la squadriglia venne spostata a supporto della 17ª Armata. Nel mese di maggio 1918, l'unità venne commutata a sostegno della 6. Armee (Deutsches Heer) per poi essere trasferita nel settembre 1918 a supporto della 4ª Armata.
La Jagdstaffel 14 fu una delle tre squadriglia ad operare in maniera indipendente, ovvero non essere inserita in nessun squadrone o gruppo.
Il Leutnant Hans Werner fu l'ultimo Staffelführer (comandante) della Jagdstaffel 14 dal 5 settembre del 1917 fino alla fine della guerra.
Alla fine della prima guerra mondiale alla Jagdstaffel 14 vennero accreditate 57 vittorie aeree di cui 5 per l'abbattimento di palloni di osservazione. Di contro, la Jasta 14 perse 8 piloti, un pilota fu fatto prigioniero e 5 furono feriti in azione.

## Lista dei comandanti della Jagdstaffel 14
Di seguito vengono riportati i nomi dei piloti che si succedettero al comando della Jagdstaffel 14.
| Grado     | Nome            | Periodo                             |
| --------- | --------------- | ----------------------------------- |
| Hauptmann | Kreig           | 28 settembre 1916 - 14 ottobre 1916 |
| Hauptmann | Rudolf Berthold | 14 ottobre 1916 - 12 agosto 1917    |
| Leutnant  | Walter Höhndorf | 12 agosto 1917 - 5 settembre 1917   |
| Leutnant  | Hans Werner     | 5 settembre 1917 - 11 novembre 1918 |

## Lista delle basi utilizzate dalla Jagdstaffel 14
- Bühl, Saarburg: 28 settembre 1916 – 14 ottobre 1916
- Marchais, Francia: 14 ottobre 1916 – 27 aprile 1917
- La Neuville: 27 aprile 1917 – maggio 1917
- Marchais: maggio 1917 – 5 novembre 1917
- Boncourt: 5 novembre 1917 – 5 gennaio 1918
- Liesse-Notre-Dame: 5 gennaio 1918 – 19 marzo 1918
- Masny: 19 marzo 1918 – 11 aprile 1918
- Phalempin: 11 aprile 1918 – 3 ottobre 1918
- Aertrycke: 3 ottobre 1918 – 11 novembre 1918

## Lista degli assi che hanno prestato servizio nella Jagdstaffel 14
Di seguito vengono elencati i nomi dei piloti che hanno prestato servizio nella Jagdstaffel 14 con il numero di vittorie conseguite durante il servizio nella squadriglia e riportando tra parentesi il numero di vittorie aeree totali conseguite.
| Asso               | Vittorie |
| ------------------ | -------- |
| Johannes Werner    | 6 (7)    |
| Hans Bowski        | 5        |
| Herbert Boy        | 5        |
| Richard Paul Rothe | 5        |
| Joseph Veltjens    | 5 (35)   |
| Rudolf Berthold    | 4 (44)   |

## Lista degli aerei utilizzati dalla Jagdstaffel 14
- Fokker D.II
- Fokker E.III
- Halberstadt D.II
- Albatros D.III
- Fokker Dr.I